# Пахарес-де-ла-Лагуна
Пахарес-де-ла-Лагуна (ісп. Pajares de la Laguna) — муніципалітет в Іспанії, у складі автономної спільноти Кастилія-і-Леон, у провінції Саламанка. Населення — 139 осіб (2010).
Муніципалітет розташований на відстані близько 170 км на північний захід від Мадрида, 20 км на північний схід від Саламанки.

## Демографія
Динаміка населення (INE ):